# Dekanat Żagań
Dekanat Żagań – jeden z 30 dekanatów katolickich należących do diecezji zielonogórsko-gorzowskiej, w którego skład wchodzi 12 parafii.

## Władze dekanatu
- Dziekan: ks. Władysław Tasior
- Wicedziekan: ks. Andrzej Kramer
- Dekanalny ojciec duchowny: ks. Tadeusz Lubiatowski CM
- Dekanalny duszpasterz młodzieży i powołań: ks. Łukasz Bajcar

## Parafie
- Bożnów – Parafia Zwiastowania Najświętszej Maryi Panny w Bożnowie
- Brzeźnica – parafia pw. św. Marii Magdaleny
- Chotków – Parafia Narodzenia Najświętszej Maryi Panny w Chotkowie
- Dzietrzychowice – Parafia św. Jana Chrzciciela w Dzietrzychowicach
- Iłowa – parafia Najświętszego Serca Pana Jezusa
- Jabłonów – Parafia św. Andrzeja Apostoła w Jabłonowie
- Jelenin – Parafia św. Mikołaja w Jeleninie
- Tomaszowo – Parafia św. Jadwigi Królowej w Tomaszowie
- Witoszyn – parafia pw. św. Michała Archanioła
- Żagań – parafia pw. Nawiedzenia Najświętszej Maryi Panny
- Żagań – parafia pw. św. Józefa
- Żagań – parafia pw. Wniebowzięcia Najświętszej Maryi Panny